# Maha Yazawin Kyaw
Ten artykuł dotyczy kroniki narodowej napisanej w okresie panowania dynastii Konbaung. Zobacz artykuł Yazawin Kyaw, aby przeczytać o kronice z XV w.
Yazeinda Yazawara Mandani, znana częściej pod nazwą Maha Yazawin Kyaw (birm. မဟာ ရာဇဝင်ကျော် /məhà jàzəwɪ̀ɴ tɕɔ̀/; pol. Wielka Znakomita Kronika) – birmańska kronika narodowa z okresu panowania dynastii Konbaung. Jest ona bardzo podobna do Hmannan Yazawin, oficjalnej kroniki dynastii Konbaung, choć z większą sympatią odnosi się do ostatnich królów dynastii Taungngu.

## Krótkie omówienie
Prace nad kroniką trwały już w maju 1829 roku, kiedy jej autor Monywe Zetawun Sayadaw, buddyjski mnich therawadyjski i jeden z „najlepiej wykształconych uczonych” swoich czasów został przez króla Bagyidawa postawiony na czele Królewskiej Komisji Historycznej Birmy. Przed komisją tą postawiono zadanie napisania nowej oficjalnej kroniki. Sayadaw był już autorem skróconej wersji kroniki z roku 1810, a Maha Yazawin Kyaw została pomyślana jako wszechstronna kronika narodowa. W ciągu następnych trzech lat i czterech miesięcy mnich pracował wraz z resztą członków komisji nad opracowaniem nowej kroniki.
Jednak pracując nad Hmannan mnich poróżnił się z resztą członków komisji w kwestii sposobu przedstawienia przez nich ostatnich królów dynastii Taungngu. Uważał on, że oceny królów Taungngu przez historyków dynastii Konbaung są zbyt ostre i nieuzasadnione. Chociaż był on przewodniczącym komisji, jego poglądy nie zyskały przewagi. Mnich wraz komisją kontynuował pracę nad ukończeniem kroniki, kończąc jednocześnie ok. 1831-1832 swoją własną wersję, przed oficjalnym zamknięciem prac nad Hmannan. Poza swoim przychylniejszym opisem późnego okresu Taungngu, Maha Yazawin Kyaw nie różni się znacznie od pozostałych części Hmannan.